# Casa Carreras i Girona
La Casa Carreras i Girona és un edifici de Vilanova i la Geltrú (Garraf) protegida com a Bé Cultural d'Interès Local.

## Descripció
Es tracta d'un habitatge entre mitgeres fent cantonada de planta rectangular compost de planta baixa, entresolat parcial i dues plantes pis sota coberta plana de la que sobresurt la caixa d'escala. Consta de tres crugies perpendiculars a la façana amb escala lateral d'accés modificat.
Les parets de càrrega són de paredat comú i totxo. Els forjats són de bigues de fusta i revoltó.
Les façanes es componen segons eixos verticals. La planta baixa presenta portals amb llinda i d'arc rebaixat, alguns modificats. La primera planta té balcons amb llinda d'obertura única sustentats per cartel·les i coronats per una motllura trencaaigües. La planta segons té finestres amb llinda.
El coronament consisteix en una cornisa i forma llisa de terrat.
A la part baixa de l'immoble hi ha un sòcol i cantonera de pedra.